# 高鷲村立高鷲小学校切立分校
高鷲村立高鷲小学校切立分校（たかすそんりつ たかすしょうがっこう　きったてぶんこう）は、かつて岐阜県郡上郡高鷲村（現・郡上市）に存在した公立小学校の分校。

## 概要
- 高鷲小学校の分校であり、現在の郡上市高鷲町鮎立の南部（切立地区）が校区であった。1976年廃校。
- 校舎は1979年に取り壊された[1]。跡地は切立集会所となっている。

## 沿革
- 1880年（明治13年） - 鮎立村の切立地区に鮎走小学校切立分校として開校。
- 1882年（明治15年） - 独立し、切立小学校となる。
- 1886年（明治19年） - 切立簡易科小学校[2]に改称する。
- 1993年（明治26年） - 上鮎立尋常小学校[3]に改称する。
- 1897年（明治30年）4月1日 - 大鷲村、鮎立村、西洞村、鷲見村が合併し、高鷲村が発足。
- 1908年（明治41年）7月 - 高鷲尋常高等小学校に統合され、高鷲尋常高等小学校第四分教場となる。
- 1926年（大正15年）10月 - 切立区笠屋田3997-2[注釈 2]に新築移転。尋常科1・2年が通学する。
- 1941年（昭和16年）4月1日 - 高鷲国民学校第四分教場に改称する。
- 1947年（昭和22年）4月1日 - 高鷲村立高鷲小学校切立分校に改称する。
- 1951年（昭和26年） - 校舎を増築する。1～4年生が通学する。
- 1965年（昭和40年） - 1・2年生の通学となる。
- 1967年（昭和42年） - 切立上野冬季分校を統合する。
- 1976年（昭和51年）3月 - 廃校。